# ملودی (فیلم)
ملودی فیلمی به کارگردانی و نویسندگی جهانگیر جهانگیری محصول سال ۱۳۸۶ است.

## بازیگران
- شهرام حقیقت دوست
- ایرج نوذری
- لادن طباطبایی
- ثریا قاسمی
- محمد شیری
- رضا کرم رضایی
- مهدی امینی خواه
- محبوبه بیات
- رز رضوی
- بابک برجسته
- رامین نعمتی
- محمد حاج حسینی
- ماندانا حیدری
- فرناز عبداله نژاد